# 拉皮德里弗鎮區 (明尼蘇達州伍茲湖縣)
拉皮德里弗鎮區（英語：Rapid River Township）是位於美國明尼蘇達州伍茲湖縣的一個行政鎮區。

## 地方資料
拉皮德里弗鎮區的面積為94.73平方千米，當中陸地面積為94.06平方千米，而水域面積為0.67平方千米。根據2020年美國人口普查的數據，當地共有人口9人，而人口密度為每平方千米0.1人。